# Hexalobus monopetalus
Espèce
Synonymes
- Hexalobus glabrescens Hutch. & Dalziel[1]
- Hexalobus huillensis (Engl. & Diels) Engl. & Diels[1]
- Hexalobus monopetalus var. obovatus Brenan[1]
- Hexalobus senegalensis A.DC.[1]
- Hexalobus tomentosus A.Chev.[1]
- Uva huillensis (Engl. & Diels) Kuntze[1]
- Uvaria huillensis Engl. & Diels[1]
- Uvaria monopetala A.Rich.[1]

Hexalobus monopetalus est une espèce de plantes à fleurs de la famille des Annonaceae et du genre Hexalobus. C'est un arbuste ou un petit arbre originaire d'Afrique.

## Description
C'est un arbuste ou un petit arbre pouvant atteindre 15 m de hauteur.

## Liste des variétés
Selon Tropicos (22 septembre 2017) (Attention liste brute contenant possiblement des synonymes) :
- variété Hexalobus monopetalus var. monopetalus
- variété Hexalobus monopetalus var. obovatus Brenan
- variété Hexalobus monopetalus var. parvifolius Baker f.

## Utilisation
Ses fruits sont comestibles et ses fleurs sont mellifères. Les feuilles sont consommées par le bétail.
Au Nord Cameroun, le bois connaît de nombreuses utilisations. C'est un matériau de construction apprécié, car il résiste aux insectes. Il est également utilisé comme brosse à dents.
Portée autour du cou, l'écorce tressée est réputée protéger des problèmes oculaires et digestifs. À l'état brut, elle fournit des liens.